# Faye-l'Abbesse
Faye-l'Abbesse è un comune francese di 1 059 abitanti situato nel dipartimento delle Deux-Sèvres nella regione della Nuova Aquitania.

## Società

### Evoluzione demografica
Abitanti censiti